# مربی (دانشگاه)
مربی، از مراتب علمی دانشگاهی برای اعضای هیئت علمی دانشگاه‌ها و سایر مراکز علمی و پژوهشی است و در بسیاری از کشورهای انگلیسی زبان با عنوان لکچرر (lecturer) خوانده‌می‌شود. در سیستم نظام آموزش عالی ایران این مرتبه دانشگاهی به آن عده از مدرسین دانشگاه که دارای مدارک تحصیلی پایین‌تر از دکتری هستند مانند کارشناسی و کارشناسی ارشد داده‌می‌شود.